# Antoniniano

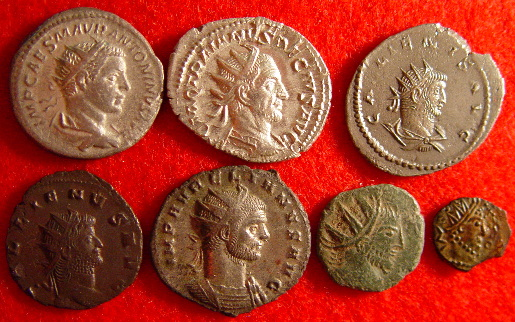
Exemplares de antoninianos. Em cima: Heliogábalo (prata, 218-222 d.C.), Décio (prata, 249-251), Galiano (bilhão, 253-268, cunhagem asiática); embaixo: Galiano (cobre, 253-268), Aureliano (prateada, 270-275) e 2 radiantes bárbaros de cobre.

O antoniniano (antoninianus, em latim, pl. antoniniani) era uma antiga moeda romana, equivalente a dois denários. Inicialmente cunhada em prata, sua progressiva desvalorização fez com que emissões posteriores passassem a ser em bronze.
O antoniniano foi criado durante o reinado de Caracala, no início de 215 d.C., como uma moeda de prata semelhante ao denário, embora fosse um pouco maior e sua efígie apresentasse o imperador com uma coroa radiante, o que indicava seu valor como sendo o dobro do denário.
Embora valesse o dobro, o peso do antoniniano jamais ultrapassou a 1,6 vezes o do denário, o qual continuou a ser emitido até o século III d.C. A completa substituição do denário pelo antoniniano deu-se durante o reinado de Gordiano III. À medida que a situação política e econômica do Império Romano se agravava, o antoniniano foi gradualmente desvalorizado, com a inclusão de cobre e estanho de maneira a formar um bilhão (liga com baixa quantidade de metal precioso) de aparência semelhante à prata.
A partir do reinado de Galiano, apesar de o conteúdo de prata do antoniniano ser então muito baixo (entre 5 e 10%), a moeda era tratada com uma solução ácida de modo a remover o cobre da superfície, deixando-a com uma aparência de prata. Tais moedas são chamadas de "prateadas" pelos numismatas.
Aureliano alterou o antoniniano, fixando o teor de prata em uma parte para vinte de cobre. Tal emissão é marcada no reverso da moeda pela inscrição XXI no ocidente e KA no oriente. O antoniniano prateado continuou a ser cunhado até a reforma monetária de Diocleciano, no final do século III.
O termo "antoniniano" é é uma designação moderna, baseada no nome de Caracala (Marco Aurélio Antoniniano), o primeiro imperador a emitir esta moeda. O nome utilizado à época de sua circulação não é conhecido. A moeda também é chamada pelos numismatas de "radiante", devido à coroa usada pelo imperador na efígie.